# Symmetromphalus hageni
Symmetromphalus hageni is een slakkensoort uit de familie van de Neomphalidae. De wetenschappelijke naam van de soort is voor het eerst geldig gepubliceerd in 1992 door L. Beck.